# Діано-Кастелло
Діано-Кастелло (італ. Diano Castello) — муніципалітет в Італії, у регіоні Лігурія,  провінція Імперія.
Діано-Кастелло розташоване на відстані близько 430 км на північний захід від Рима, 90 км на південний захід від Генуї, 5 км на північний схід від Імперії.
Населення — 2235 осіб (2014).

## Демографія
Населення за роками:

Станом на 1 січня 2023 року в муніципалітеті офіційно проживав 241 іноземець з 30 країн, серед них 43 громадяни країн Євросоюзу та 9 громадян України.

## Сусідні муніципалітети
- Діано-Арентіно
- Діано-Марина
- Діано-Сан-П'єтро
- Імперія
- Сан-Бартоломео-аль-Маре